# Nedermolen (Melden)
De Nedermolen is een oude watermolen op de Beiaardbeek die zich in Pladutse te Melden (Oudenaarde) bevindt, net op de grens met Zulzeke (Kluisbergen). De Nedermolen, die aanvankelijk een olieslagmolen was, dateert van 1464. De hoeve met watermolen is sinds 1861 eigendom van de molenaars- en landbouwersfamilie Vanderdonckt. Het huidige gebouw dateert van 1885. Sinds 2013 is de molen gerestaureerd. Sinds 2003 is de Nedermolen beschermd als monument en als dorpsgezicht.

## Afbeeldingen

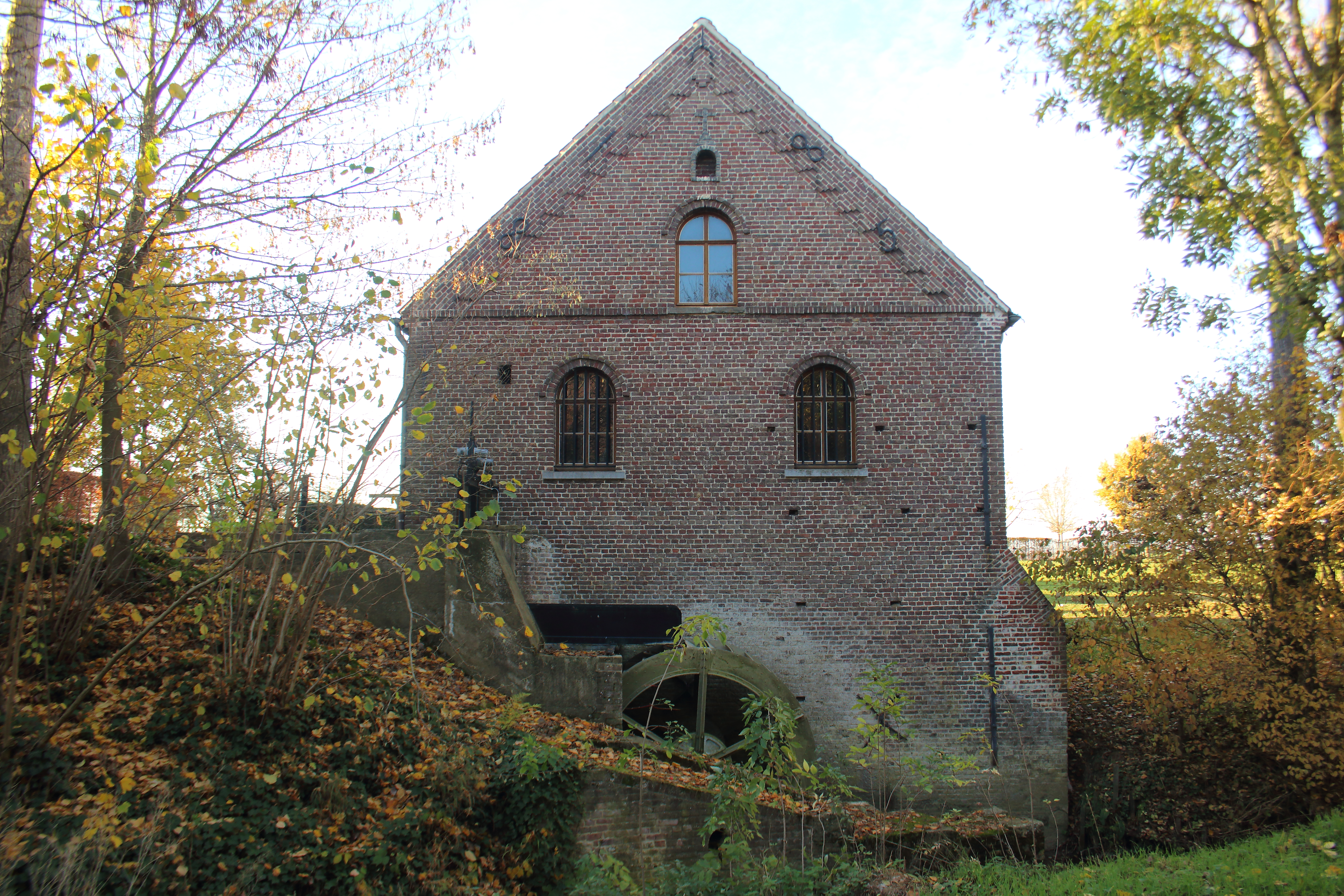
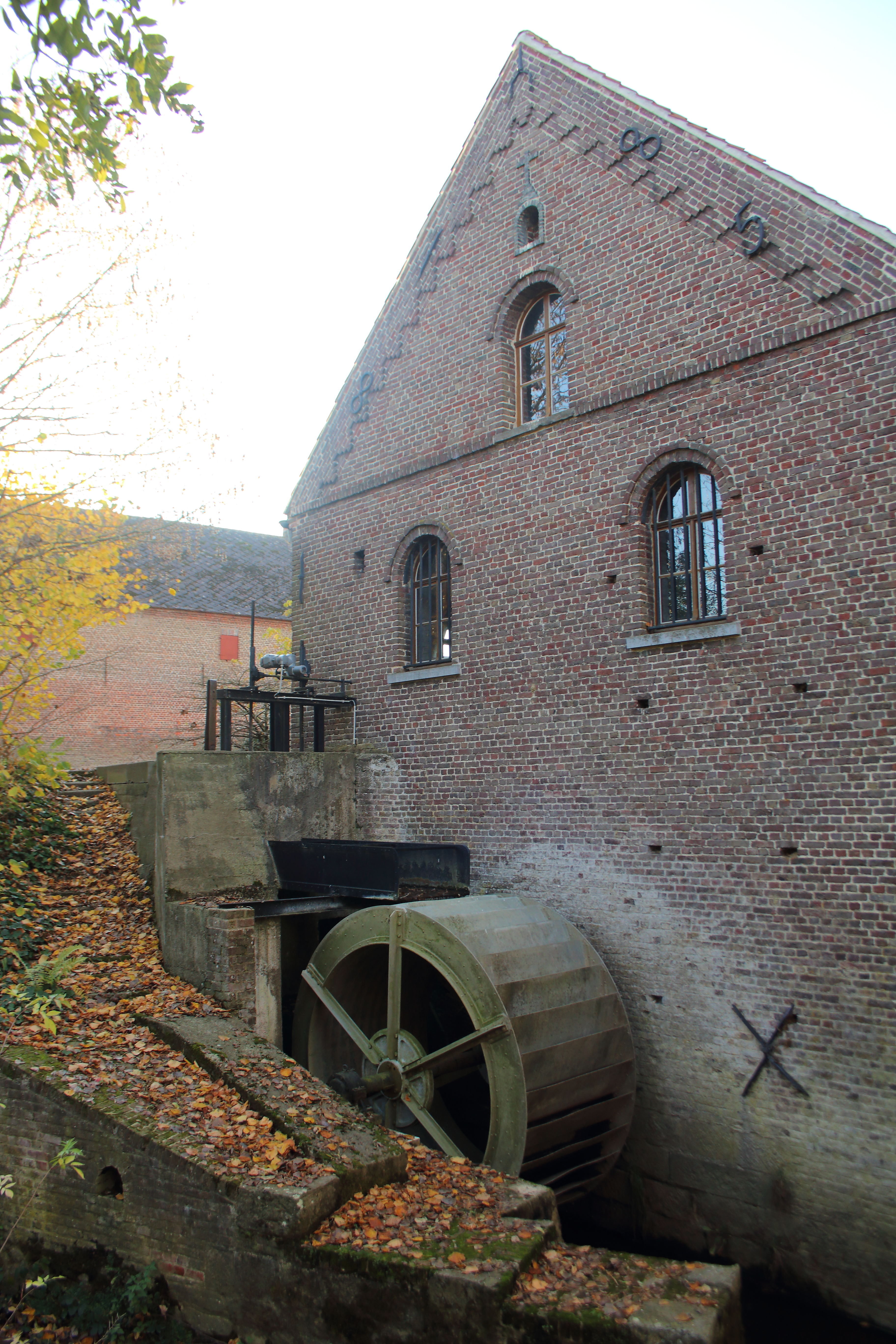

- Inventaris van het Bouwkundig Erfgoed (Vlaanderen): 27699